# Saint-Maurice (Valais)
Saint-Maurice (hist. Saint-Maurice d'Agaune, Sankt Moritz) – miasto i gmina (commune) w południowej Szwajcarii, w kantonie Valais, siedziba administracyjna okręgu (district) Saint-Maurice. Leży w dolinie rzeki Rodan. 1 stycznia 2013 do miasta przyłączono gminę Mex.

## Historia
Na terenie miasta istniała starożytna kolonia rzymska Agaunum. 

## Demografia
W Saint-Maurice mieszka 4540 osób. W 2022 roku 25,8% populacji gminy stanowiły osoby urodzone poza Szwajcarią. 

## Kultura
Miasto słynie ze średniowiecznego opactwa św. Maurycego, romańskiego kościoła pw. św. Zygmunta (St. Sigismond).
W mieście regularnie odbywa się prestiżowy konkurs organowy.

## Współpraca
Miejscowości partnerskie:
- Obersiggenthal, Argowia
- Saint-Maurice, Francja

## Transport
Przez teren miasta przebiegają autostrada A9 oraz drogi główne nr 9, nr 21 i nr 146.